# Арка Тита

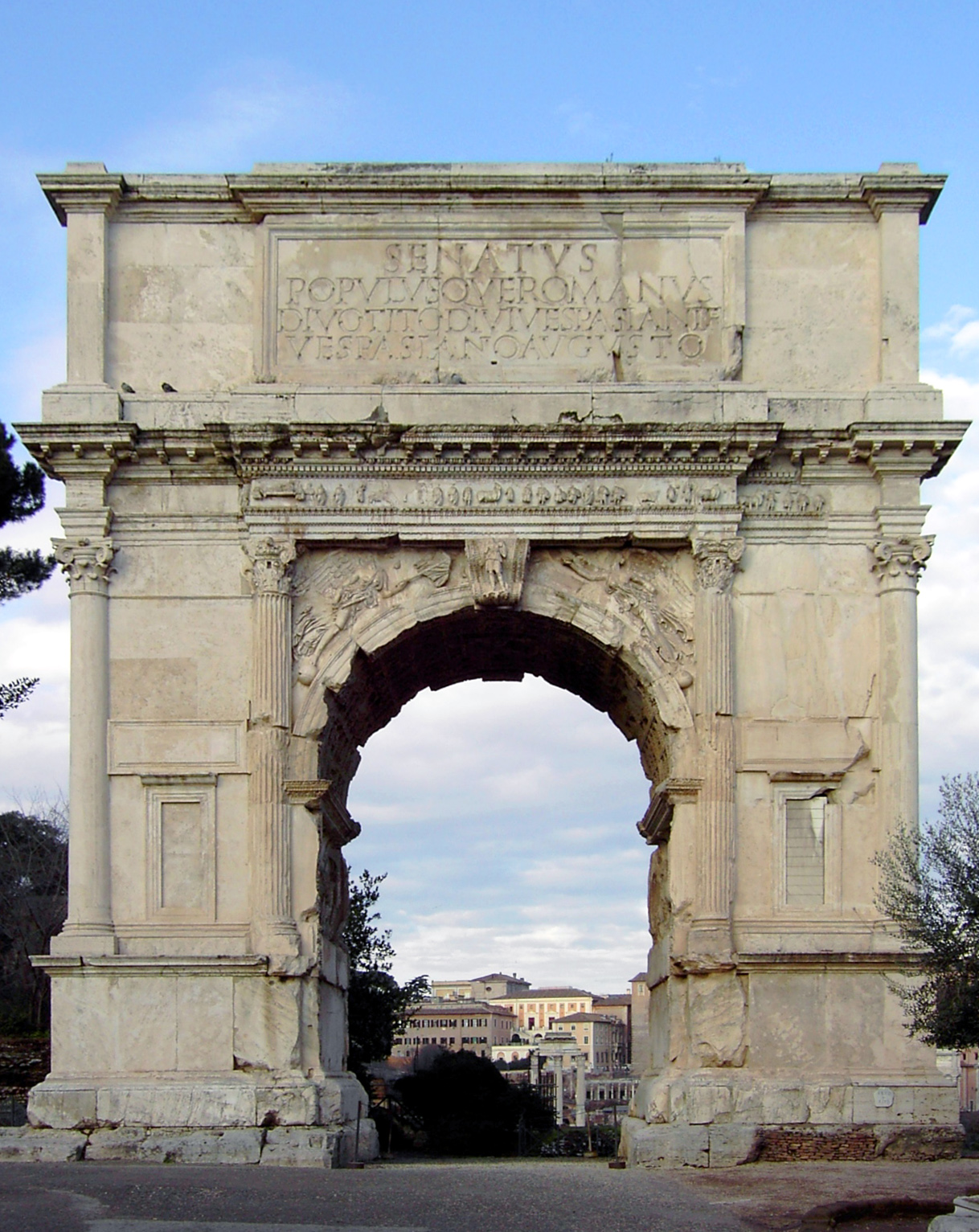
Тріумфальна Арка Тита

Тріумфальна арка Тита (італ. Arco di Tito, лат. Arcus Titi) — однопрогонова арка, розташована на давній Священній дорозі на південний схід від Римського форуму.

## Історія
Побудована Доміціаном незабаром після смерті Тита в 81 році в пам'ять про взяття Єрусалима в 70 році. Послугувала моделлю для багатьох тріумфальних арок Нового часу. Існувала також інша арка Тита з трьома проходами, споруджена Сенатом у 81 році на сході іподрому Циркус Максимус.

## Опис
Висота монумента становить 15,4 м, ширина 13,5 м, глибина прольоту 4,75 м, ширина прольоту — 5,33 м вибудований з пентельского мармуру, що видобувається в Аттиці. Напівколони, якими декорована арка, є першим відомим прикладом композитного ордера. У кутах біля прольоту арки висічені чотири крилатих Вікторії. Всередині прольоту знаходяться два барельєфа: хода з трофеями, захопленими в Єрусалимі (особливо виділяється менора), і імператор Тит, що керує квадригою. Статуя Тита на квадризі також знаходилася на вершині арки, проте до наших днів не збереглася. На софіті знаходиться барельєф із зображенням апофеозу (набуття божественної сутності) імператора.

## Присвята
Посвячувальний напис на аттику говорить:

SENATVS POPVLVSQVE · ROMANVS DIVO · TITO · DIVI · VESPASIANI · F (ILIO) VESPASIANO · AVGVSTO 
«Сенат і люди Риму (присвячують або спорудили цю арку) божественному Титу Веспасіану Авґусту, синові божественного Веспасіана»

В Середньовіччі арка Тита була включена в фортечну споруду, пізніше її частина виявилася знищеною. У 1821 за папи Пія VII Джузеппе Валадьє провів реставрацію монумента. Щоб відзначити відтворені їм елементи, Валадье виконав їх з травертину, а не мармуру, а також спростив їх форму. На іншій стороні від стародавньої присвяти Пій VII накреслив нове:

 INSIGNE · RELIGIONIS · ATQVE · ARTIS · MONVMENTVM VETVSTATE · FATISCENS PIVS · SEPTIMVS · PONTIFEX · MAX (IMVS) NOVIS · OPERIBVS · PRISCVM · EXEMPLAR · IMITANTIBVS FVLCIRI · SERVARIQVE · IVSSIT ANNO · SACRI · PRINCIPATVS · EIVS · XXIIII

«Цей монумент, чудовий з позицій як віри, так і мистецтва, занепав з часом. Пій VII, великий понтифік, новими роботами за стародавніми зразками наказав зміцнити і зберегти його. У рік 24-й Священного правління »

## Галерея

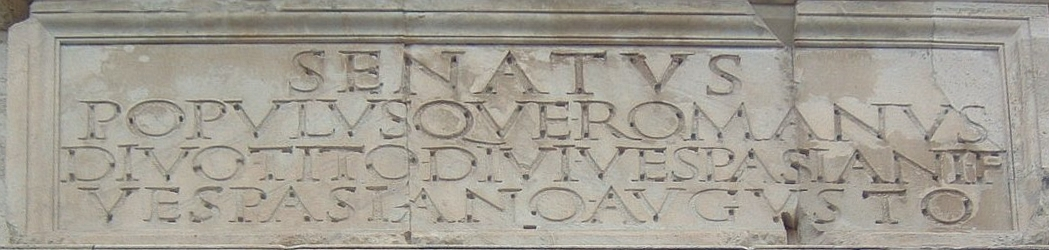
Посвячувальний надпис
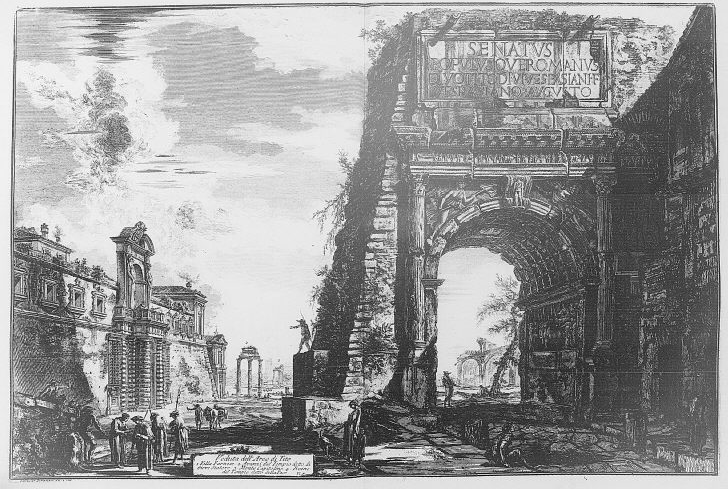
Арка Тита в Середньовіччі
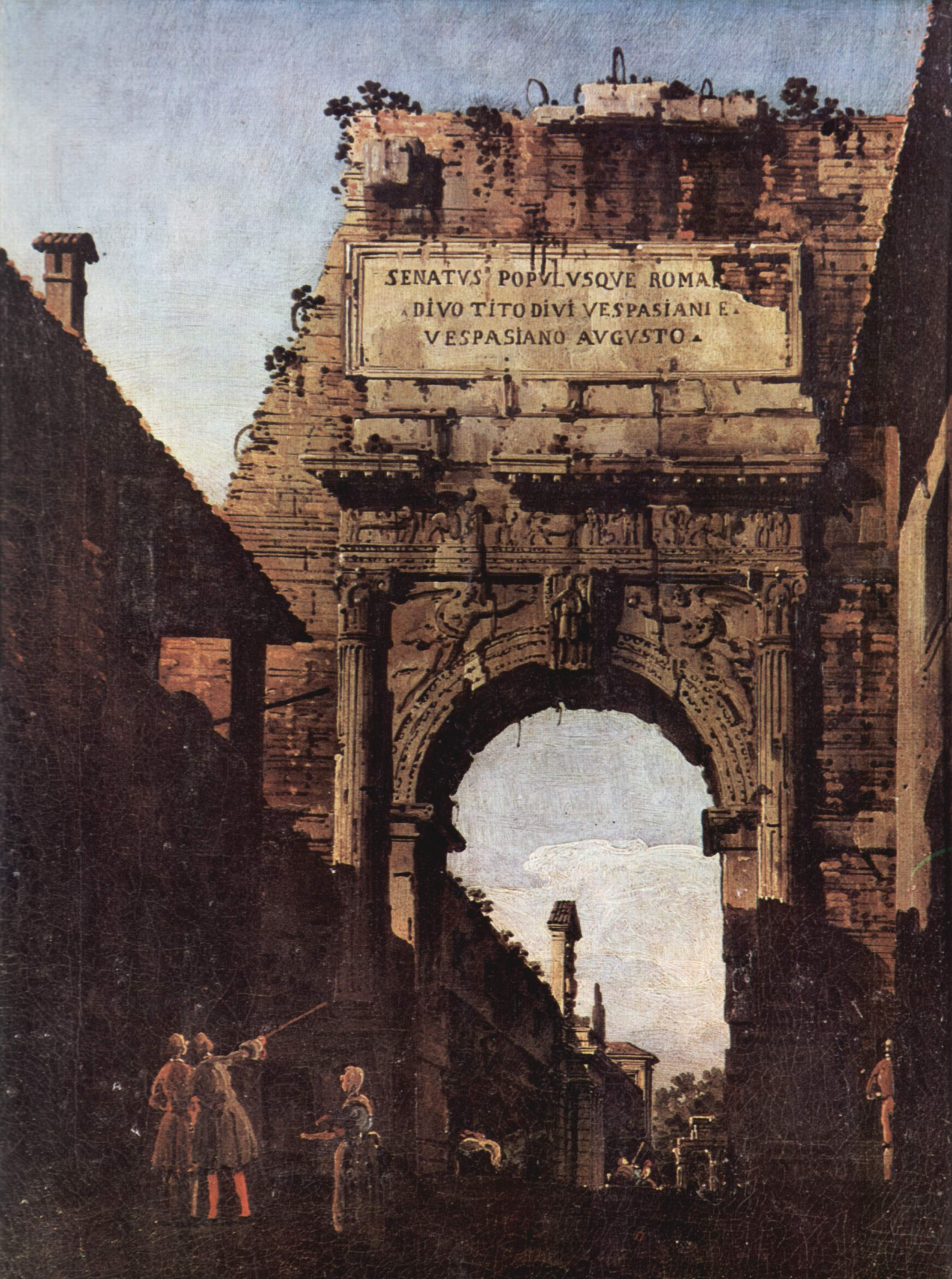
У XVIII столітті
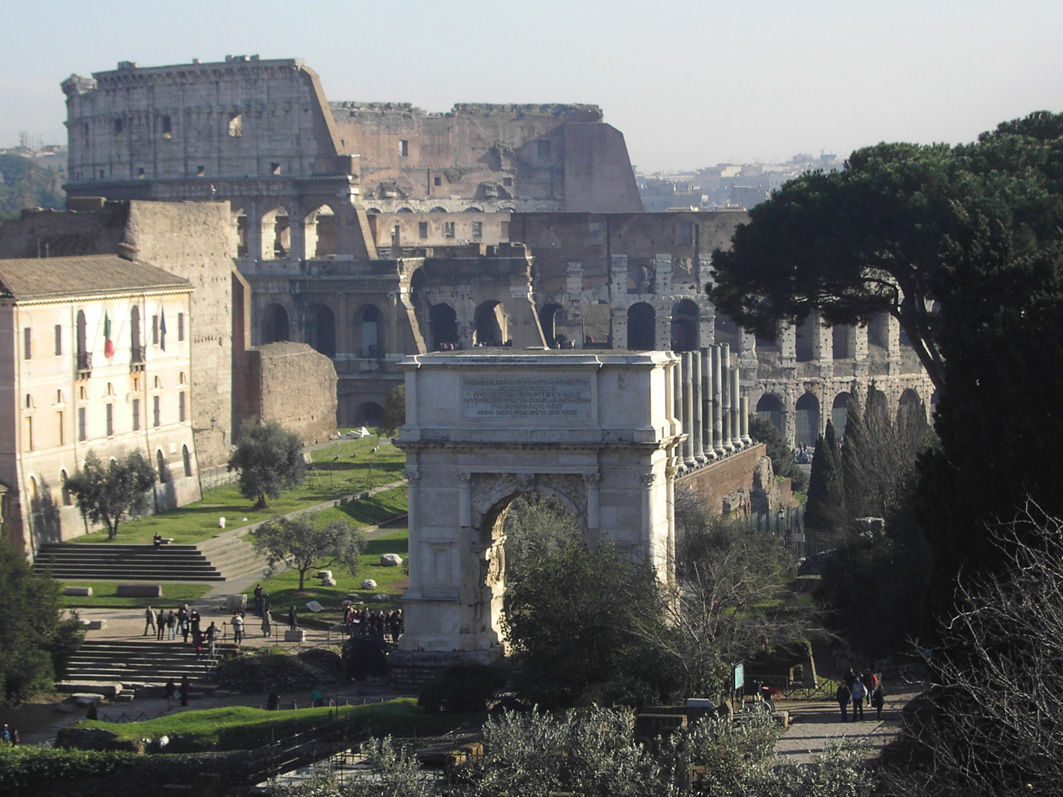
Арка Тита на Римському форумі
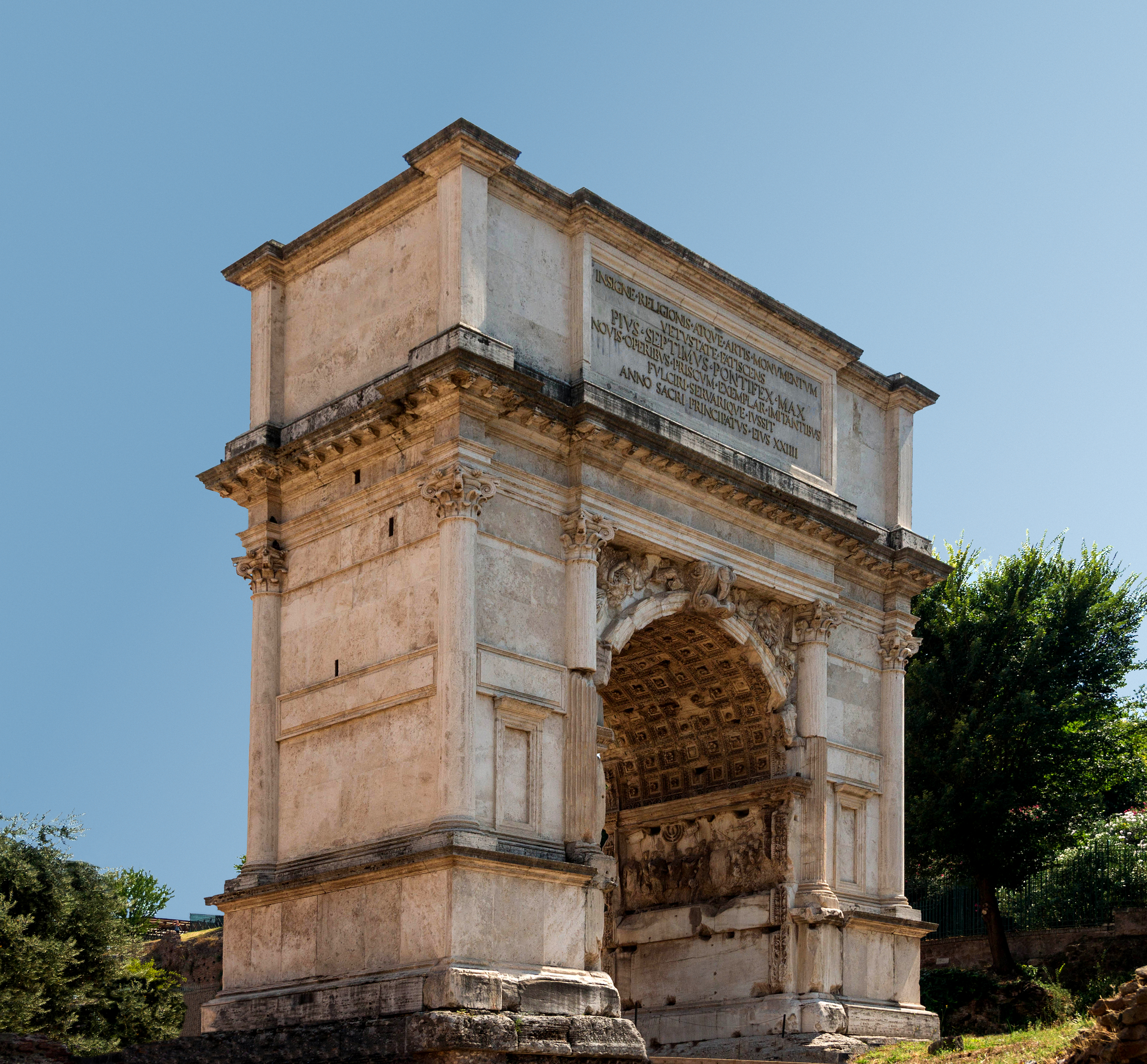
Арка Тита
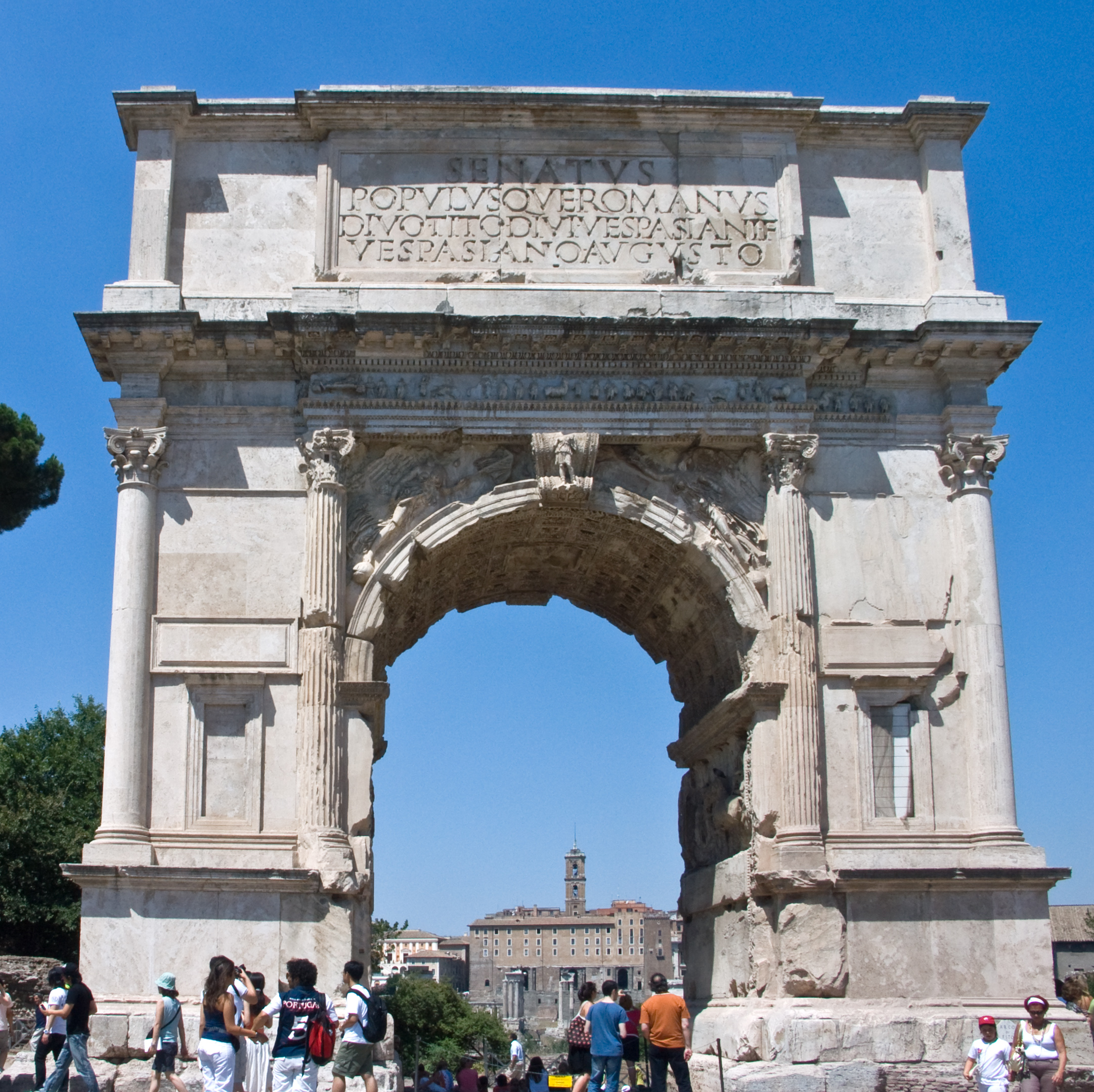
Арка Тита
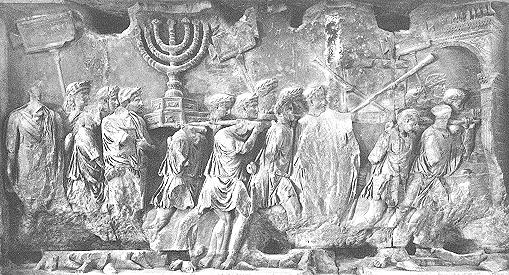
Розграбування Єрусалима по перемозі у Першій Юдейській війні. Хода з менорою
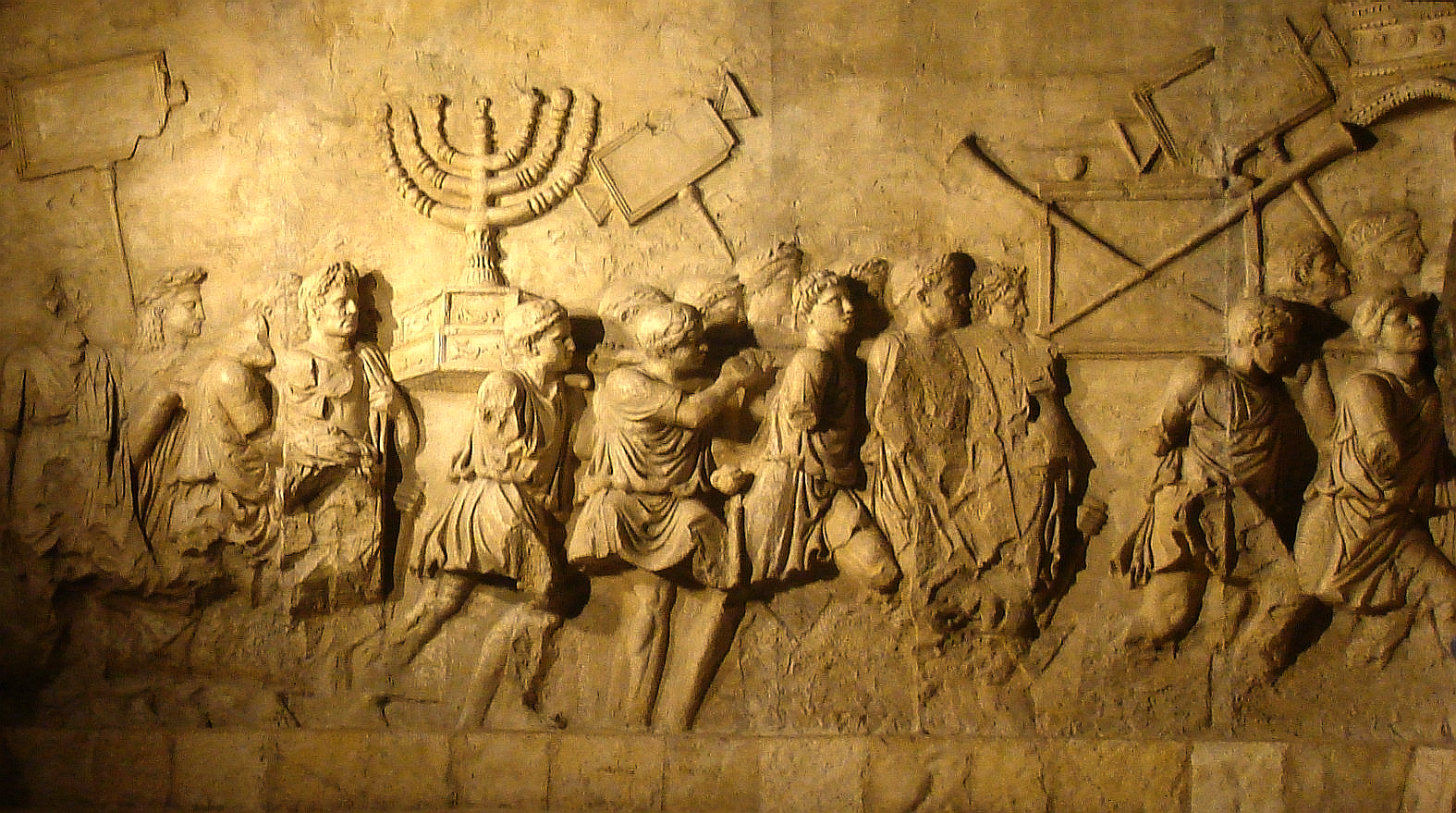
Розграбування Єрусалима по перемозі у Першій Юдейській війні. Хода з менорою
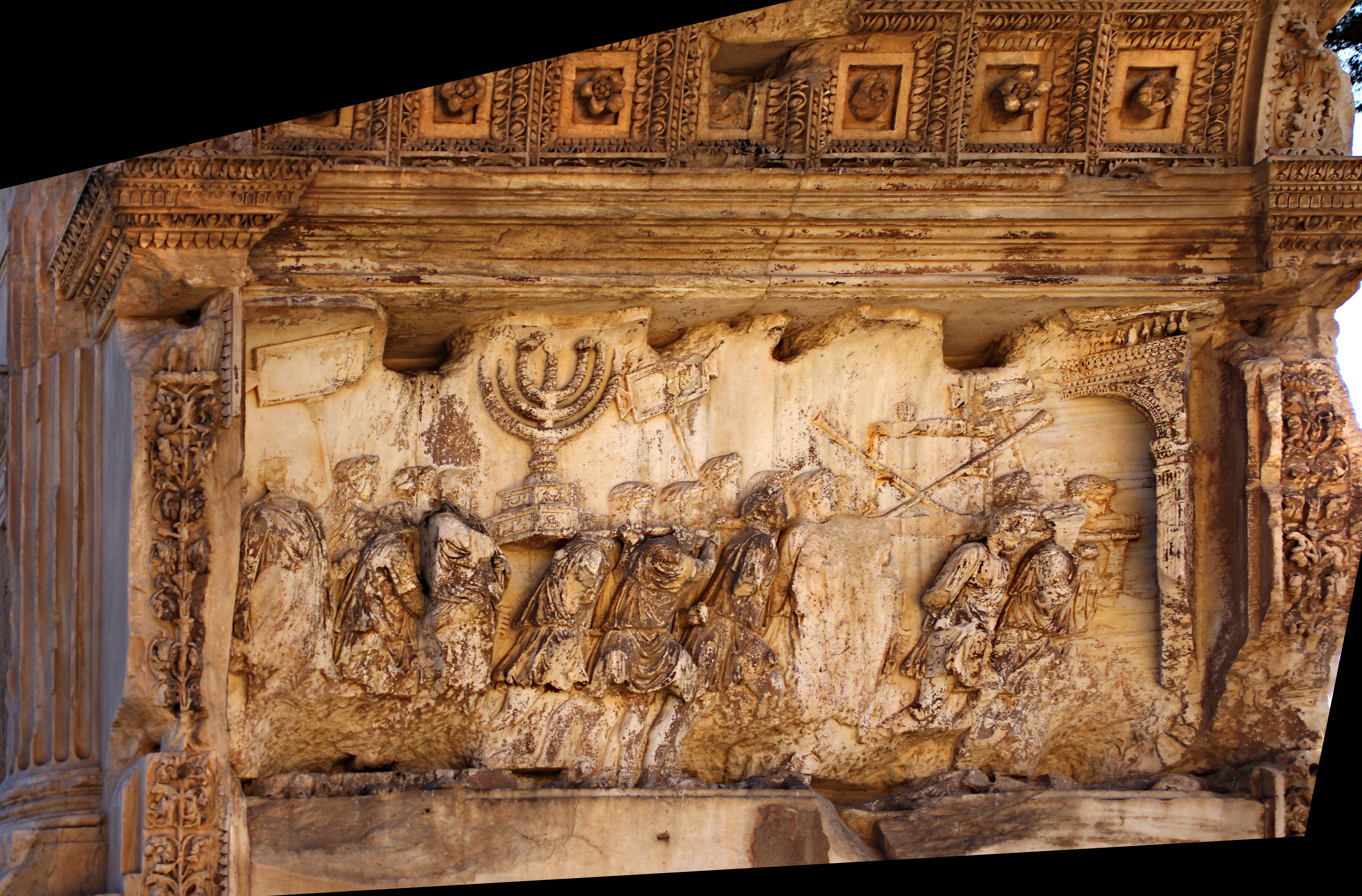
Перша Юдейська війна. Хода з менорою
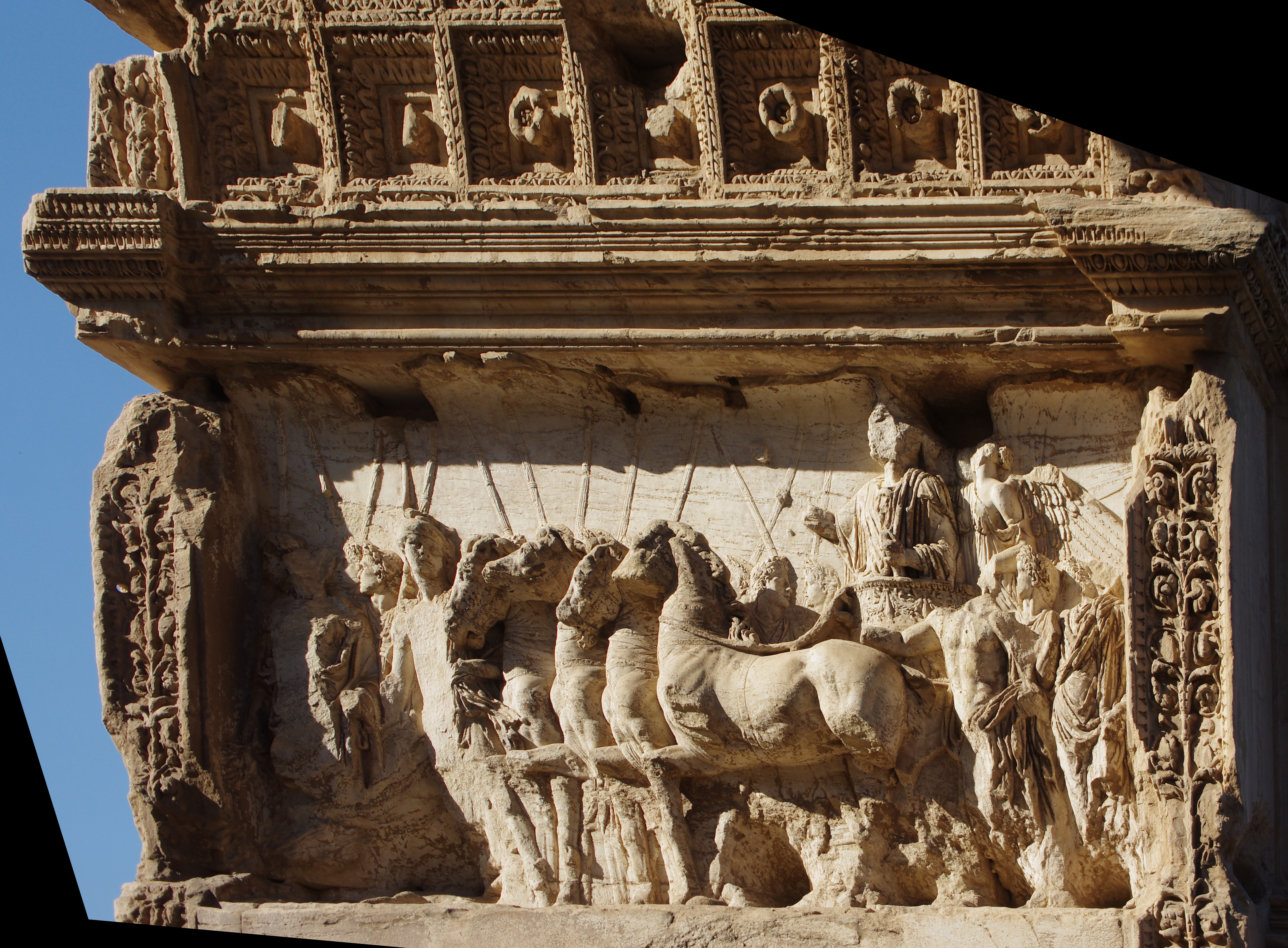
Тит Флавій Веспасіан на квадризі під час тріумфу
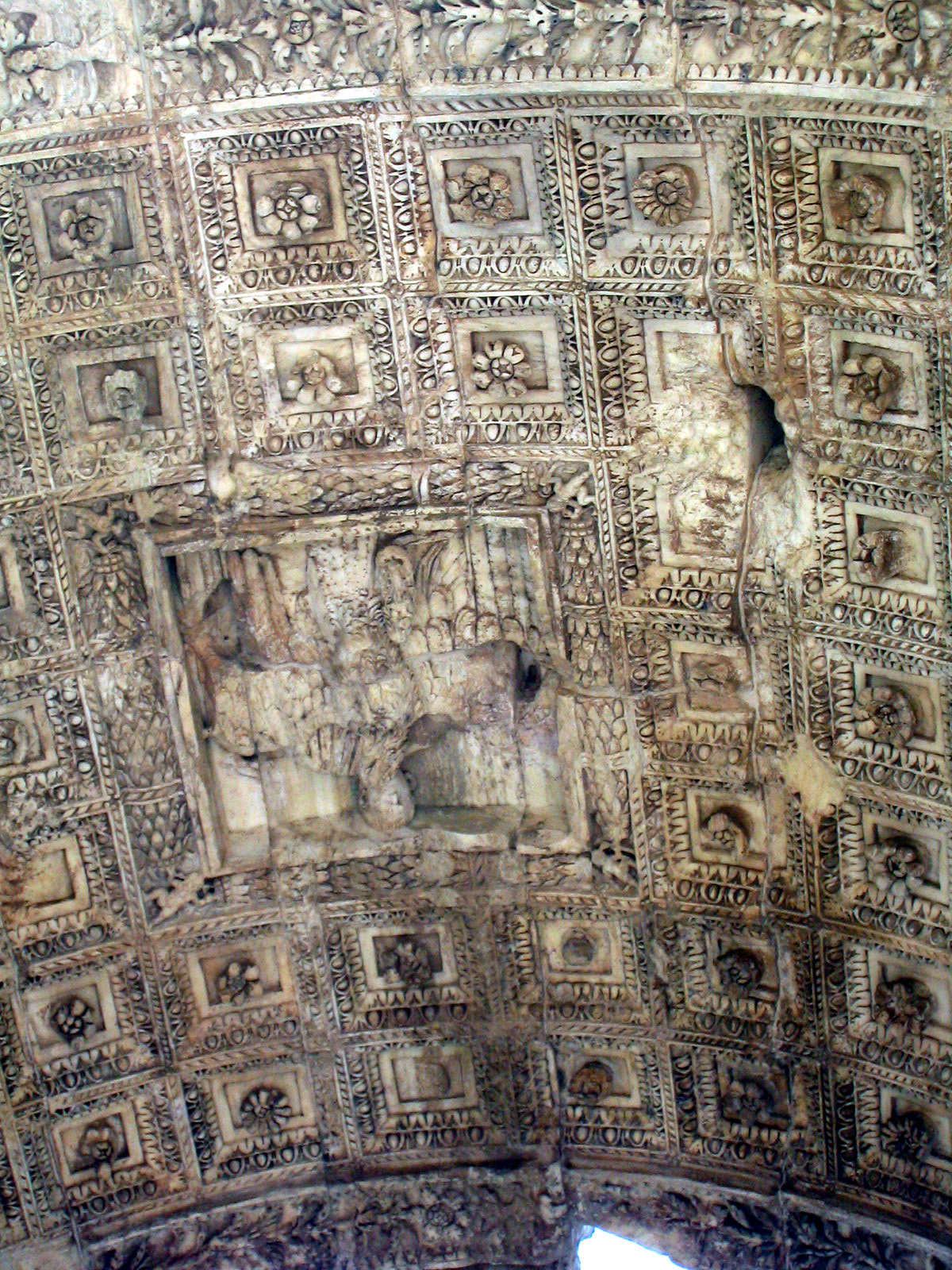
Звід арки